# The Line (Arabie saoudite)
Pour les articles homonymes, voir Line.
The Line (arabe : ذا لاين) est un projet de ville intelligente saoudienne futuriste dans la province de Tabuk (nord-ouest du pays, au bord de la mer Rouge). La ville fait partie du projet Neom et est conçue de telle sorte qu'il n'y ait aucune voiture et qu’elle n'émette pas de carbone. Ce projet urbain en plein désert est constitué de deux parois en miroir de 500 m de hauteur, sur 170 km de longueur et environ 200 m de largeur. À l'intérieur de cet espace, une cité futuriste est censée naître à l'horizon 2030.
En octobre 2022, les travaux d'excavation commencent sur toute la longueur du projet.

## Histoire
En janvier 2021, les autorités saoudiennes présentent le projet « The Line »,, dans le cadre du plan vision 2030. Ce projet fait partie de l'objectif de l'Arabie saoudite d'assurer son avenir économique après pétrole. Ce projet est porté par Mohammed ben Salmane, qui préside le conseil d'administration de la société Neom[réf. nécessaire]. Avant même son lancement concret, le projet subit de nombreux retards, du fait notamment de départ de collaborateurs.
En octobre 2022, des images de drones confirment que les travaux d'aménagement du site ont débuté. En octobre 2023, la construction a continué et les premiers murs sont érigés. Les constructions se concentrent sur un segment proche de la mer Rouge, avec la construction d'infrastructures électriques et des tunnels.
En avril 2024, seuls 2,4 km, au lieu de 170 km, sont prévus pour être achevés d'ici 2030, et les promoteurs sont contraints de revoir le projet à la baisse, abaissant à une capacité de 300 000 habitants au lieu du million et demi prévu.
En décembre 2024, le projet « accumule les retards, les dépassements de coûts et les démissions », et la société Neom annonce le départ de Nadhmi Al-Nasr, son directeur général depuis 2018. Des doutes apparaissent sur la capacité du site à accueillir les Jeux asiatiques d'hiver de 2029.

## Caractéristiques

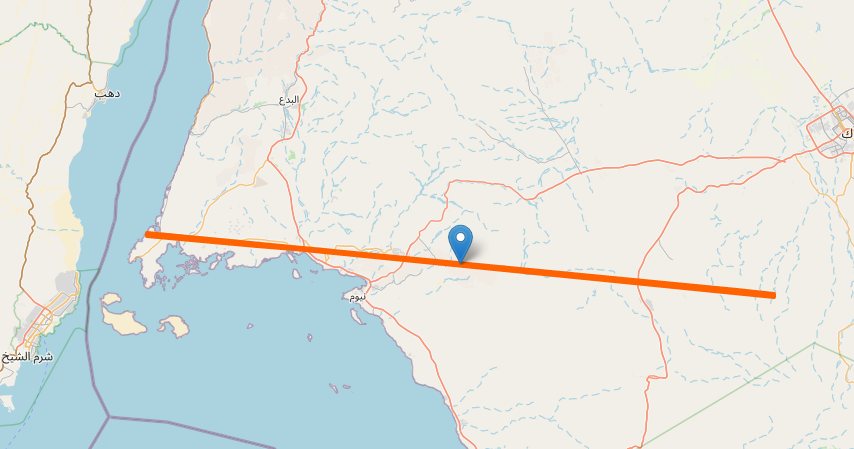
Extrait de la carte Open Street Map montrant la position de "The Line".

Ce projet serait situé à Neom, dans le nord-ouest de l'Arabie saoudite, face à la péninsule du Sinaï.
The Line est un projet saoudien de ville, présentée comme écologique, qui a annoncé atteindre la neutralité en terme d'émission de CO2, sur une surface de 34 km2 sur 170 km de long. Il est prévu que la ville compte neuf millions de résidents, ce qui donne une densité de population de 260 000 personnes par kilomètre carré, ce qui en ferait la ville la plus densément peuplée de la planète devant Dacca au Bangladesh (43.797 hab / km²).
Cette ville du futur prend place en Arabie saoudite, dans le cadre du projet Neom. Ce terme est formé du préfixe “Neo“ (« nouveau » en grec ancien) suivi de « M », pour « Mostaqbal », (« futur » en arabe). Neom regroupe quatre projets : the Line, une ville futuriste sous la forme d'une longue droite, Trojena, un site culturel montagnard, Sindalah, une île de luxe dans la mer Rouge, et Oxagon, une ville et centre d’innovation. Ces projets sont tous ultra-modernes, en construction et sont estimés à un prix total de 500 milliards de dollars pour l'Arabie saoudite,[réf. nécessaire].
Le plan de The Line consiste en deux édifices miroirs, encadrant un espace extérieur pour une largeur de 200 m et une hauteur de 500 m. Une telle hauteur en ferait le troisième bâtiment le plus haut d'Arabie saoudite, derrière l'Abraj Al Bait Towers et la Tour de Djeddah (qui est encore en construction) et se placerait alors à la douzième place dans le classement des tours les plus hautes du monde.
La ville serait également entièrement alimentée par des énergies renouvelables. The Line serait composée de trois couches, dont une en surface pour les piétons, une sous terre pour les infrastructures et une autre encore souterraine pour les transports. La couche de transport comprendrait un système ferroviaire à grande vitesse, qui devrait permettre aux gens de se rendre d'un bout à l'autre de la ville en 20 minutes une fois terminé, atteignant une vitesse de 512 km/h, ce qui est plus rapide que tous les trains à grande vitesse existants au moment de l'annonce. Presque irréalisable en sachant que le record de vitesse d’un TGV, tenu quelques minutes, est de 574 kilomètres par heure et que la vitesse moyenne d’un TGV est entre 300 et 320 kilomètres par heure. L'intelligence artificielle surveillera la ville et utilisera des modèles prédictifs et de données pour trouver des moyens d'améliorer la vie quotidienne des citoyens de The Line.
Le coût de construction est estimé entre 100 et 200 milliards de dollars US, avec certaines estimations allant jusqu'à 1 000 milliards de dollars - ce qui est largement supérieur au PIB total du pays.
Pour obtenir de l'eau dans cette région désertique, l'Arabie saoudite prévoit de désaliniser l’eau de la mer, mais aussi de recourir à des techniques d'ensemencement des nuages, qui utilisent généralement des cristaux de sel (chlorure de sodium) et de l'iodure d'argent, afin d’augmenter la condensation des nuages et de favoriser leur liquéfaction. Pourtant, l'iodure d'argent a été reconnu dangereux et non soluble dans l’eau par plusieurs articles médicaux, et il est démontré que l’homme l’absorbe par voie respiratoire et cutanée, provoquant des irritations, des lésions rénales et pulmonaires, voire dans des cas plus sévères, des hémorragies, gastro-entérites et une augmentation du rythme cardiaque. Cependant, certains spécialistes, comme François Bouttier affirment : « Pour que l'iodure d’argent en arrive à avoir un impact sur l'homme, sa concentration doit être bien plus importante que celle utilisée pour l'ensemencement des nuages. Les études montrent que le produit se dilue largement dans l'atmosphère ». Mais il prévient aussi : « L'ion argent affecte plus sérieusement les plantes et animaux aquatiques, pour lesquels il demeure très toxique. ».

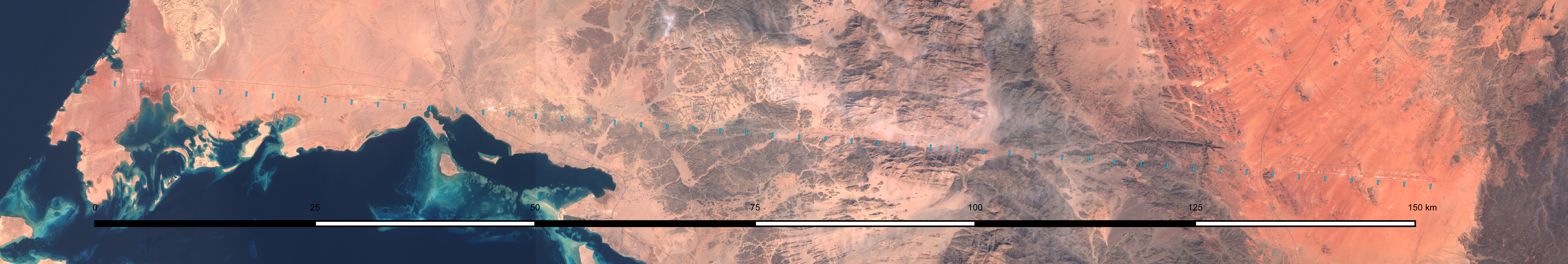
Vue satellite de l'excavation en cours en octobre 2022 (ligne au dessus des flèches bleues).

## Inspiration
Derrière ses aspects futuristes, The Line est en grande partie un mélange de fantasmes architecturaux de l'ère industrielle : 
- En 1882, l’urbaniste espagnol Arturo Soria imagine déjà une cité linéaire, basée sur l'utilisation alors novatrice du tramway. Il appliqua une partie de son idée à un quartier de Madrid mais n'alla jamais plus loin, faute de soutien.
- Une autre source d'inspiration est la « Ville du quart d'heure » imaginée par Le Corbusier et partiellement mise en application à la Cité radieuse de Marseille en 1952[29].
- Dans les années 1950, le français Yona Friedman propose le concept de « ville spatiale » intégrée, modulable et verticale, pour résoudre le problème de l’étalement urbain, mais celui-ci est resté à l'état de curiosité intellectuelle.
- Dans les années 1960, le groupe d’avant-garde italien Superstudio présentait un projet artistique radical : le monument continu, « un modèle architectural pour une urbanisation totale », censé recouvrir toute la Terre, mais là aussi sans aucune solution de faisabilité ni d'utilité réelle.

## Critiques et polémiques

### Crédibilité du projet
Selon l'architecte et urbaniste Étienne Bou-Abdo, « les images 3D présentées ne sont pas des 3D d’architectes au style classique », et les concepteurs du projet « ont plutôt fait appel à des designers de jeux vidéo ». De manière plus préoccupante, parmi les différentes idées présentées comme étant au fondement du projet il y aurait selon lui « une grande partie des technologies qu’on ne possède pas aujourd’hui ».
De nombreuses autres annonces-phares du projet, notamment sur le plan de l'énergie ou des transports, reposent sur des technologies qui n'existent pas, même à l'état de prototype.
Ce projet fait écho à Masdar City, une soi-disant ville futuriste écologique lancée à Abou Dabi par l'émir Ahmed al-Jaber en 2007, et finalement ville-fantôme depuis 2016 faute d'intérêt des populations comme des acteurs commerciaux.

### Impact environnemental
En 2022, Philip Oldfield, enseignant-chercheur à l'université de Nouvelle-Galles du Sud, critique le fait que le projet aurait une empreinte carbone d'environ 1,8 gigatonne d'équivalent CO2 dans le verre, l'acier et le béton, car « vous ne pouvez pas construire un bâtiment de 500 mètres de haut avec des matériaux à faible teneur en carbone ». Selon Oldfield, l'étalement sur 170 kilomètres créerait une barrière à grande échelle pour les écosystèmes adjacents et les espèces migratrices, similaire à celle créée par les autoroutes, et la façade extérieure en miroir serait dangereuse pour les oiseaux en particulier, une des grandes routes migratoires passant par la mer Rouge.
Melissa Sterry, experte en conception de villes durables, explique au journal Metro que The Line risque d'empêcher les animaux de traverser le désert lors de leurs migrations. De plus, les miroirs sur les côtés de la ville vont entraîner de nombreuses collisions d'oiseaux, autant les oiseaux endémiques que les oiseaux migratoires.
Ce projet présenté comme écologique nécessite des ressources gigantesques, dont aucune n'est présente sur place. Pour France Info, ce projet « mégalomane » et « bien peu réaliste » « coche toutes les cases du "green-washing" à la mode chez les pollueurs ».
Les journalistes soulignent que si l'Arabie saoudite fait partie des pays les plus pollueurs, elle a aussi refusé, par la voix de Mohammed ben Salmane, de signer l'accord de Paris sur le climat.

### Aspect social
The Line est annoncée pour pouvoir héberger, à terme, neuf millions d'habitants, soit près d'un tiers de la population du pays, dans une zone actuellement presque totalement inhabitée. La cité se veut luxueuse, et devra donc accueillir une énorme quantité de travailleurs pour la faire fonctionner : les architectes Étienne Bou-Abdo et Eliyahu Keller posent ainsi la question de la répartition sociale de ces différentes populations et craignent un scénario dystopique à la Blade Runner (également visible dans Metropolis, Altered Carbon, Le Cinquième élément, Judge Dredd, Star Wars ou encore L'Incal) dans lequel des élites vivent dans des jardins édéniques aux derniers étages tandis qu'un prolétariat misérable vit dans une nuit éternelle et polluée entre ces murs interminables.

### Droits de l'Homme
En octobre 2022, Shadli, Ibrahim et Ataullah al-Huwaiti, de la tribu des Howeitat, sont condamnés à mort à la suite de leur refus de quitter leur village dans le cadre du méga-projet Neom. Shadli al-Huwaiti est le frère d'Abdul Rahim al-Huwaiti, abattu par les forces de sécurité en avril 2020 dans sa maison d'Al-Khariba, dans la partie de la province de Tabuk affectée au projet Neom, après qu'il a publié des vidéos sur les médias sociaux s'opposant au déplacement des résidents locaux pour faire place au projet.
De plus, selon le Wall Street Journal le chantier, qui accueille plusieurs dizaines de milliers de travailleurs migrants (en majorité pakistanais, bangladais ou philippins), semble se transformer en dystopie en plein désert, où des camps surpeuplés s'apparentent de plus en plus à des bidonvilles, gangrenés par le trafic de drogue et une insécurité qui vire à la criminalité généralisée. Plusieurs émeutes ont aussi éclaté pour dénoncer les conditions de vie sur place et les salaires dérisoires, pas toujours versés, ainsi que la multiplication des accidents mortels.